# Silvio da Fiesole
Silvio da Fiesole, egentligen Silvio Cosini, född omkring 1495 i Poggibonsi, Toscana, död efter 1547, var en toskansk bildhuggare och stuckatör.
Han fick sitt tillnamn da Fiesole som elev av Andrea Ferrucci da Fiesole, med vilken han utförde Antonio Strozzis gravmonument, och genom vilken han fick dekorativt arbete för San Lorenzo-kyrkan i Florens.
Genom denna verksamhet synes han att ha trätt i förbindelse med Michelangelo, vars inflytande kan spåras i hans konst. Förutom i Florens verkade han bland annat i Pisa och Genua.
Särskilt på det dekorativa området blev han en betydande konstnär, originell och fantasirik.